# 斯庫巴 (密西西比州)
斯庫巴（英語：Scooba）是位於美國密西西比州肯珀縣的城鎮。

## 人口
根據2020年美國人口普查的數據，斯庫巴的面積為6.42平方千米，皆為陸地。當地共有人口744人，而人口密度為每平方千米116人。